# Aviosuperficie Bovarella
L'Aviosuperficie Bovarella si trova in provincia di Trapani nel comune di Salemi, in contrada Bovarella, nei pressi dello svincolo autostradale A29.

## Strutture e dati tecnici
L'aviosuperficie ha una pista lunga 500 metri e larga 25 metri. È in terra battuta, con orientamento 05/23.
Sono presenti tre hangar (10x12m e 12x40m), un'officina Rotax e un'officina Tecnam, ed è sede di scuola AeCI (nr. 202).
A circa 18 miglia si trova l'aeroporto di Trapani-Birgi.